# Grand Prix automobile d'Italie 1924
Le Grand Prix automobile d'Italie 1924 est un Grand Prix qui s'est tenu sur le circuit de Monza le 19 octobre 1924.

## Classement de la course
| Pos  | N° | Pilote            | Châssis               | Tours | Temps/Abandon   | Grille |
| ---- | -- | ----------------- | --------------------- | ----- | --------------- | ------ |
| 1    | 1  | Antonio Ascari    | Alfa Romeo P2         | 80    | 5 h 2 min 5 s   | 1      |
| 2    | 9  | Louis Wagner      | Alfa Romeo P2         | 80    | 5 h 18 min 5 s  | 9      |
| 3    | 5  | Giuseppe Campari  | Alfa Romeo P2         | 80    | 5 h 21 min 59 s | 5      |
| 3    | 5  | Cesare Pastore    | Alfa Romeo P2         | 80    | 5 h 21 min 59 s | 5      |
| 4    | 11 | Ferdinando Minoia | Alfa Romeo P2         | 80    | 5 h 22 min 43 s | 11     |
| 5    | 3  | Jules Goux        | Rolland-Pilain Schmid | 80    | 6 h 10 min 22 s | 3      |
| 6    | 7  | Giulio Foresti    | Rolland-Pilain Schmid | 80    | 6 h 32 min 3 s  | 7      |
| Nc.  | 8  | « Nino »          | Chiribiri 12/16       | 70    | 6 h 32 min 30 s | 8      |
| Abd. | 2  | Christian Werner  | Mercedes M72/94       | 68    | Retrait         | 2      |
| Abd. | 6  | Alfred Neubauer   | Mercedes M72/94       | 66    | Retrait         | 6      |
| Abd. | 12 | Louis Zborowski   | Mercedes M72/94       | 44    | Accident mortel | 12     |
| Abd. | 10 | Giulio Masetti    | Mercedes M72/94       | 43    | Panne d'essence | 10     |
| Abd. | 4  | Alete Marconcini  | Chiribiri 12/16       | 34    | Mécanique       | 4      |

- Légende : Abd.=Abandon - Nc.=Non classé

## Pole position et record du tour
- Pole position : Antonio Ascari.
- Meilleur tour en course : Antonio Ascari en 3 min 43 s 6.